# Stortjärnen (Nordmalings socken, Ångermanland)
Stortjärnen är en sjö i Nordmalings kommun i Ångermanland och ingår i Leduåns huvudavrinningsområde. Sjön har en area på 0,0539 kvadratkilometer och ligger 207,8 meter över havet.

## Delavrinningsområde
Stortjärnen ingår i det delavrinningsområde (707541-167046) som SMHI kallar för Mynnar i Leduån. Medelhöjden är 208 meter över havet och ytan är 4,2 kvadratkilometer. Räknas de 21 avrinningsområdena uppströms in blir den ackumulerade arean 31,41 kvadratkilometer. Vattendraget som avvattnar avrinningsområdet har biflödesordning 2, vilket innebär att vattnet flödar genom totalt 2 vattendrag innan det når havet efter 29 kilometer. Avrinningsområdet består mestadels av skog (69 procent) och sankmarker (10 procent). Avrinningsområdet har 0,06 kvadratkilometer vattenytor vilket ger det en sjöprocent på 1,3 procent.